# Ван дер Граф Дженерейтър
„Ван дер Граф Дженерейтър“ (на английски: Van der Graaf Generator) е английска прогресив рок група, създадена през 1967 година в Манчестър от певците и автори на песни Питър Хамил и Джъдж Смит. Тя съществува до наши дни с няколко прекъсвания, най-продължителното през 1978 – 2005 година.
Макар групата да се образува в Манчестърския университет, скоро тя се премества в Лондон, където става първият изпълнител на новосъздадения лейбъл „Каризма Рекърдс“. През първите си години преминават през поредица реорганизации, включително кратко разпускане през 1969 година. След възстановяването си групата има слаб търговски успех с албумите „The Least We Can Do Is Wave to Each Other“ (1970) и „H to He, Who Am the Only One“ (1970). По това време съставът ѝ се стабилизира с Питър Хамил, органиста Хю Бентън, саксофониста Дейвид Джаксън и барабаниста Гай Евънс. Квартетът постига значителен успех в Италия с издаването на „Pawn Hearts“ през 1971 година.
След няколко изтощителни турнета в Италия, групата се разпада през 1972 година, за да се възстанови през 1975 година, когато издава „Godbluff“ и отново провежда редица турнета в Италия. След това съставът се променя коренно и променя името си на „Ван дер Граф“, а през 1978 година групата отново се разделя. След дълги години те се събират отново за концерт в „Роял Фестивал Хол“ и кратко турне през 2005 година, като оттогава групата продължава редовно да записва и провежда концерти като трио, включващо Хамил, Бентън и Еванс, успоредно със соловата кариера на Хамил.
Албумите на групата имат тенденцията да бъдат текстово и музикално по-мрачни от обичайното за прогресив рока (обща черта с „Кинг Кримсън“, чийто китарист Робърт Фрип гостува в два техни албума), а китарните сола са изключение, а не правило, за сметка на повлияния от класиката орган на Бентън, както и няколкото саксофона на Джаксън, преди той да напусне групата. Макар Хамил да е основният автор на песните и членовете на бандата да имат принос към соловите му албуми, групата аранжира работите си колективно. Текстовете на Хамил засягат теми, като смъртта, поради любовта му към научнофантастичните книги на Робърт Хайнлайн и Филип К. Дик, както и с неговата, по собствените му думи, изкривена и обсебваща натура. Гласът му е отличителна черта в цялото развитие на групата, като той е наричан „мъжкия Нико“ или „Хендрикс на вокалите“. Макар че групата не намира търговски успех, тя вдъхновява различни музиканти в разнородни жанрове.

## История
Групата възниква през 1967 година в Манчестърския университет, след като Крис Джъдж Смит, който вече е свирил в няколко ритъм енд блус групи като ученик, се връща от пътуване до Сан Франциско и, вдъхновен от видените там групи, съставя списък на възможните имена за бъдещата си група. Той се запознава със състудента си Питър Хамил по време на неуспешно прослушване по обява, в което двамата участват. Хамил пише песни и поезия още от 12-годишна възраст, а след това като ученик в „Бомон Колидж“ с включва и в местни групи. Преди да постъпи в Манчестърския университет той работи за кратко като програмист, като по думите му по това време пише голяма част от ранния материал на групата. Смит впечатлен от оригиналните работи на Хамил и двамата решават да сформират обща група. Името на новата формация е взето от списъка на Смит – електромеханичното устройство генератор на Ван де Грааф, като по погрешка е изписано неправилно – Van der Graaf Generator вместо Van de Graaff Generator. По спомени на Смит причина за избора им изглежда е широко отразената в медиите по това време смърт на изобретателя на машината Робърт Ван де Грааф.
Сред групите, които често свирят в университета, се виждат имената на Крийм, Джими Хендрикс и Пинк Флойд, като най-голямо впечатление им остава от Крейзи Уърлд Ъф Артър Браун, и те привличат органиста Ник Пиърн, с цел получаване на формата, в който работи Артър-Брауновата група. Заедно с две танцьорки, първоначалният състав е Хамил (китара и вокали), Смит (барабани, духови инструменти и вокали), и Пиърн (орган), макар последният отначало да няма свой инструмент. Според Смит, групата отначало е тандем, като Смит понякога използва пишещата машина като перкусионен инструмент. Първата им проява като тричленна група е в Студентския съюз, която продължава 5 минути, преди тонколоните им да се унищожат.
Групата успява да привлече колегата от университета Кейлеб Брадли, за да ги менажира, и 1968 г. е първата година, когато групата записва демо касета, повлияна от блус и джаз музиката, като я изпраща до Лу Райзнър, тогавашния британския шеф на Мъркюри Рекърдс. Последният предлага на триото Хамил, Смит и Пиърн да записва с него през май. По това време, групата трябва да вземе важно решение – дали ще остане в университета, или ще приключи учението и отиде в Лондон, за да станат професионалисти. Пиърн не е сигурен, че иска да прекъсне обучението си, и затова напуска групата.
При пристигането си в Лондон, Хамил и Смит се запознават със стажанта в Би Би Си в секцията за инженери, който има класическо образование и свири на орган, Хю Бантън, брат на един от приятелите им назад в Манчестър. По-късно през тази година, те се срещат с Тони Стратън-Смит, който се съгласява да подпише договор за менажиране през декември. Чрез него, групата се сдобива с бас китарист, Кийт Елис, а не след дълго и барабаниста Гай Еванс го последва. Този състав изпълнява на Би Би Си Рейдио Уан, по програмата Топ Гиър, през ноември, и записва няколко демота за Мъркюри. През януари 1969 г. издават сингъла People You Were Going To и Firebrand чрез Полидор Рекърдс.
Мелоди Мейкър казва за сингъла, че е „един от най-добрите им записи за седмицата“. Но сингълът е изтеглен обратно, под натиск на Мъркюри, тъй като той нарушава контракта, който Смит и Хамил подписват година по-рано. Смит се чувства излишен за състава и скоро след записването на сингъла напуска групата с приятелски чувства. По-късно той издава демота от своето време в състава на компактдиск Democrazy.
В това време Мъркюри отказва да разреши на групата да записва и по това време Стратън-Смит отказва да позволи на другите членове да подпишат с Мъркюри, тъй като не счита офертата за справедлива към групата (единствено Хамил остава от някогашното трио, който подиписва с Мъркюри). Отгоре на всичко това, в края на януари 1969 г. ванът и оборудването на групата биват откраднати. Кражбата усложнява финансовите проблеми. Макар да имат успех като концертиращи, включително на проява през февруари в Роял Албърт Хол в подкрепа на Джими Хендрикс, тя се разпада през юни, след като свири за последно в Нотингамския поп и блус фестивал на 10 май, с изцяло взето под наем оборудване. Джон Пийл, който е конферансие на шоуто, обявява разпадането пред публиката.
През юли 1969 г. Хамил започва да свири като солов музикант на Марки, Лондон, и тъй като няма собствена група, той решава да запише първия си солов албум в Трайдънт Студиос на 31 юли и 1 август, като Бантън, Еванс и Елис са сесийни музиканти. След сделка с помощта на Стратън-Смит, албумът The Aerosol Grey Machine е издаден от Мъркюри с името на бандата, като в замяна материалът е записан с тяхното име. Албумът първоначално е издаден само в Щатите, където почти няма никакво промотиране, и продажбите са, съответни, минимални, но групата решава да се реформира в средата на звукозаписната сесия. Елис има предишна уговорка да се присъедини към Джуси Люси, и е заменен от бившия колега на Еван в Мисъндърстуд, Ник Потър. Групата също използва флейтиста Джеф Пийч и неговият принос към албума е виден; има и идеи да се подпише с бъдещ инструменталист. „Винаги присъстваше идеята да имаме друг мелодичен инструмент“, спомня си Еванс. "Той [Бантън] свиреше понякога соло, разбира се, и влагаше себе си, но не искаше да го прави през цялото време." Към Пийч е отправено предложение за включване в състава като пълноправен член, но той напуска след само едно прослушване. Позицията му в крайна сметка е поета от саксофониста и флейтист Дейвид Джаксън, който преди това е свирил в една група (Хибалоб) със Смит. Хамил вече е бил с Хибалоб на Националния джаз фестивал в Плъмптън на 9 август и, впечатлен от виртуозността на Джаксън, го кани да дойде в групата, отчасти поради това, че му трябва съквартирант, за да си поделя наема.